# Breslauer Fußballmeisterschaft 1903/04

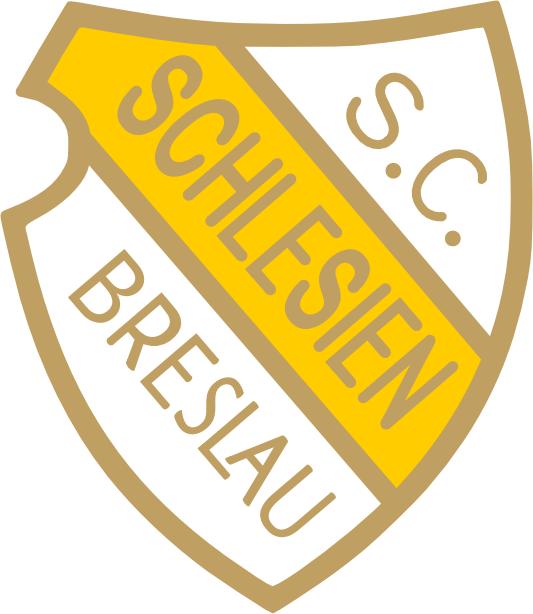
SC Schlesien Breslau – Meister des Verbandes Breslauer Ballspiel-Vereine

Die Breslauer Fußballmeisterschaft 1903/04 war die zweite vom Verband Breslauer Ballspiel-Vereine (VBBV) ausgetragene Breslauer Fußballmeisterschaft. Offizieller Name der Meisterschaft war Diplom-Wettspiele. Die im Rundenturnier ausgetragene Meisterschaft sicherte sich zum ersten Mal der SC Schlesien Breslau. Obwohl der Verband ab September 1903 Mitglied des DFB war, stellte er in dieser Saison noch keinen Teilnehmer zur deutschen Fußballmeisterschaft.

## 1. Klasse

### Kreuztabelle
| 1904                 | SC Schlesien Breslau | FC Breslau 98 | SV Blitz Breslau |
| -------------------- | -------------------- | ------------- | ---------------- |
| SC Schlesien Breslau |                      | 2:0           | 4:0              |
| FC Breslau 98        | 3:2                  |               | 6:2              |
| SV Blitz Breslau     | 0:5                  | a +0:0+ a     |                  |

### Abschlusstabelle
| Pl. | Verein               | Sp. | S | U | N | Tore    | Quote | Punkte |
| --- | -------------------- | --- | - | - | - | ------- | ----- | ------ |
| 1.  | SC Schlesien Breslau | 4   | 3 | 0 | 1 | 013:300 | 4,33  | 06:20  |
| 2.  | FC Breslau 98 (M)    | 4   | 3 | 0 | 1 | 009:600 | 1,50  | 06:20  |
| 3.  | SV Blitz Breslau     | 4   | 0 | 0 | 4 | 002:150 | 0,13  | 0:80   |

Entscheidungsspiel Platz 1:
| Datum       |                      | Ergebnis |               | Ort                  |
| ----------- | -------------------- | -------- | ------------- | -------------------- |
| 8. Mai 1904 | SC Schlesien Breslau | b 2:1 b  | FC Breslau 98 | Blitz-Platz, Breslau |

| Datum        |                      | Ergebnis |               | Ort     |
| ------------ | -------------------- | -------- | ------------- | ------- |
| 29. Mai 1904 | SC Schlesien Breslau | c 0:0 c  | FC Breslau 98 | Breslau |

## 2. Klasse
Da die Anzahl der Teilnehmer der 1. Klasse zur kommenden Spielzeit erhöht wurde, aber keine Zweitmannschaften aufstiegsberechtigt waren, stieg der Letztplatzierte SC Preußen Breslau in die 1. Klasse auf.
| Pl. | Verein                  | Sp. | S | U | N | Tore    | Quote | Punkte |
| --- | ----------------------- | --- | - | - | - | ------- | ----- | ------ |
| 1.  | SV Blitz Breslau II     | 6   | 4 | 1 | 1 | 023:140 | 1,64  | 09:30  |
| 2.  | FC Breslau 98 II        | 6   | 3 | 1 | 2 | 036:130 | 2,77  | 07:50  |
| 3.  | SC Schlesien Breslau II | 6   | 2 | 1 | 3 | 014:220 | 0,64  | 05:70  |
| 4.  | SC Preußen Breslau      | 6   | 1 | 1 | 4 | 007:310 | 0,23  | 03:90  |